# Gouvernement Heath
82e gouvernement du Royaume-Uni
Wilson II Wilson III
Le gouvernement Heath est composé par le conservateur Edward Heath lorsqu'il devient Premier ministre du Royaume-Uni le 19 juin 1970 au lendemain d'élections générales qui lui offrent la majorité parlementaire. Face à des difficultés économiques et à une situation d'affrontement vis-à-vis des syndicats, ce gouvernement ne dure que jusqu'aux élections de février 1974 qui mènent à une situation de parlement minoritaire et transfèrent le pouvoir au travailliste Harold Wilson.

## Accès au pouvoir
Edward Heath succède à Alec Douglas-Home en 1965 à la tête du Parti conservateur, quelques mois après la défaite du parti aux élections ; cette défaite met un terme à treize années de gouvernement conservateur. L'année suivante, Heath essuie à son tour un échec lorsque les élections générales de 1966 confortent la majorité parlementaire d'Harold Wilson. Toutefois, le soutien aux conservateurs se renforce au cours des deux années qui suivent, alors que l'économie britannique connaît de nombreuses fluctuations et que le chômage augmente. Malgré tout, lorsque Wilson provoque de nouvelles élections en juin 1970, les instituts de sondage donnent à nouveau les travaillistes gagnants pour la troisième fois consécutive. La large victoire des conservateurs, qui obtiennent une majorité de 30 sièges, constitue donc une grande surprise.

## Politique gouvernementale
Edward Heath peut donc constituer son gouvernement et lancer une politique qui, dans ses intentions, n'est guère différente de celle que prône Margaret Thatcher neuf ans plus tard. Il bénéficie au départ d'un contexte économique favorable, avec un taux de chômage relativement faible. Les négociations qui sont conduites avec l'Union Européenne permettent au Royaume-Uni d'y adhérer au 1er janvier 1973. Mais la même année, la crise pétrolière se déclenche et contraint Heath à instaurer peu avant Noël la « semaine de trois jours » qui limite l'ouverture des bureaux, des usines et de la plupart des services publics à trois jours par semaine. Une récession économique s'installe. Heath doit également faire face à la colère des syndicats qui, face au blocage des salaires, déclenchent de nombreuses grèves. De plus, le Premier ministre ne bénéficie pas à ce moment, contrairement à Margaret Thatcher quelques années plus tard, d'un soutien fort parmi l'élite intellectuelle du pays, qui lui permettrait de rejeter avec autorité les tendances collectivistes et le consensus politique des années 1950 et 1960.

### Constitution du gouvernement
Les nominations effectuées par Heath ne constituent guère de surprise : par exemple, Alec Douglas-Home revient aux Affaires Étrangères. Margaret Thatcher reçoit le portefeuille de l’Éducation. Mais un coup dur intervient très rapidement, avec la mort brutale le 20 juillet de Iain Macleod, chancelier de l’Échiquier et figure charismatique du Parti, qui est remplacé par Anthony Barber.

#### Composition initiale du cabinet
- Premier ministre : Edward Heath
- Lord grand chancelier : Quintin Hogg
- Lord président du Conseil et leader de la Chambre des communes : William Whitelaw
- Lord du sceau privé et leader de la Chambre des lords : George Jellicoe
- Chancelier de l’Échiquier : Iain Macleod
- Secrétaire d’État des Affaires étrangères : Alec Douglas-Home
- Secrétaire d'État à l'Intérieur : Reginald Maudling
- Ministre de l'Agriculture, de la Pêche et de l'Alimentation : James Prior
- Secrétaire d'État à la Défense : Peter Carington
- Secrétaire d'État à l'Éducation : Margaret Thatcher
- Secrétaire d'État à l'Emploi : Robert Carr
- Ministre du Logement et de l'Administration territoriale : Peter Walker
- Secrétaire d'État à la Santé et aux Services sociaux : Keith Joseph
- Chancelier du duché de Lancastre : Anthony Barber
- Secrétaire d'État pour l'Écosse : Gordon Campbell
- Secrétaire d'État à la Technologie : Geoffrey Rippon
- Président de la commission du Commerce : Michael Noble
- Secrétaire d'État pour le Pays de Galles : Peter Thomas

## Sortie du pouvoir
Face aux crises économiques et politiques qu'il rencontre, Heath convoque de nouvelles élections le 28 février 1974 : les électeurs sont appelés à trancher entre le gouvernement et les syndicats pour déterminer les orientations politiques du pays. Il en ressort une situation de parlement minoritaire (« hung parliament ») : en effet, les conservateurs obtiennent une majorité de voix mais les travaillistes sont majoritaires en sièges. Les travaillistes tentent de négocier une coalition avec le Parti libéral, mais sans succès ; ils composent donc un gouvernement minoritaire le 4 mars. De nouvelles élections générales s'imposent, ce à quoi Harold Wilson se résout le 10 octobre. Le Parti travailliste l'emporte cette fois d'une courte majorité : c'est la troisième défaite de Heath en quatre élections, et cela sonne la fin de sa domination sur le Parti conservateur.
Les jugements sont en général assez sévères concernant les résultats obtenus par le gouvernement Heath, quelles qu'en soient les responsabilités.